# Hypolimnas nanshini
Hypolimnas nanshini är en fjärilsart som beskrevs av Hirose 1933. Hypolimnas nanshini ingår i släktet Hypolimnas och familjen praktfjärilar. Inga underarter finns listade i Catalogue of Life.